# Dolmen d'Urbe
Le dolmen d'Urbe, appelé aussi Pierre Levée ou dolmen de Saint-Alvard, est un dolmen situé à Crocq dans le département de la Creuse.

## Description
C'est un dolmen simple avec une chambre funéraire de forme ovale délimitée par sept dalles supports (1,15 à 1,25 m de hauteur sur 0,50 à 1 m de largeur) recouverte par une épaisse table de couverture (3 m de longueur sur 2,40 m de largeur). La chambre mesure 2,30 m de longueur sur 1,20 m  de largeur pour une hauteur de 1,30 m. Elle est orientée sud-est/nord-ouest. 

## Folklore
Selon Barilon, l'édifice était considéré comme le tombeau d'un général.